# タレ瓶
タレ瓶（たれびん）は、駅弁などの弁当の中に同梱される、醤油・ソースなどが入った小さな容器。タレビン、たれびん、たれ瓶などとも表記される。
容器の素材は、当初ガラスか陶器が用いられていたが破損しやすかったことから、大阪の旭創業が1957年（昭和32年）からポリエチレン製のものを開発製造し、「ランチャーム」という商品名で販売を始めた。
焼豚のタレや酢の物のかけ酢の場合には、容器が豚の形状をしているものもある。
鯛などの魚をモチーフにした形状のものに限って「醤油鯛」と呼ぶ動きもある。なお、この魚型のものを含め、薬物依存症の人が中に覚せい剤の水溶液を入れて用いる際には「きんぎょ」という隠語が用いられることがある。

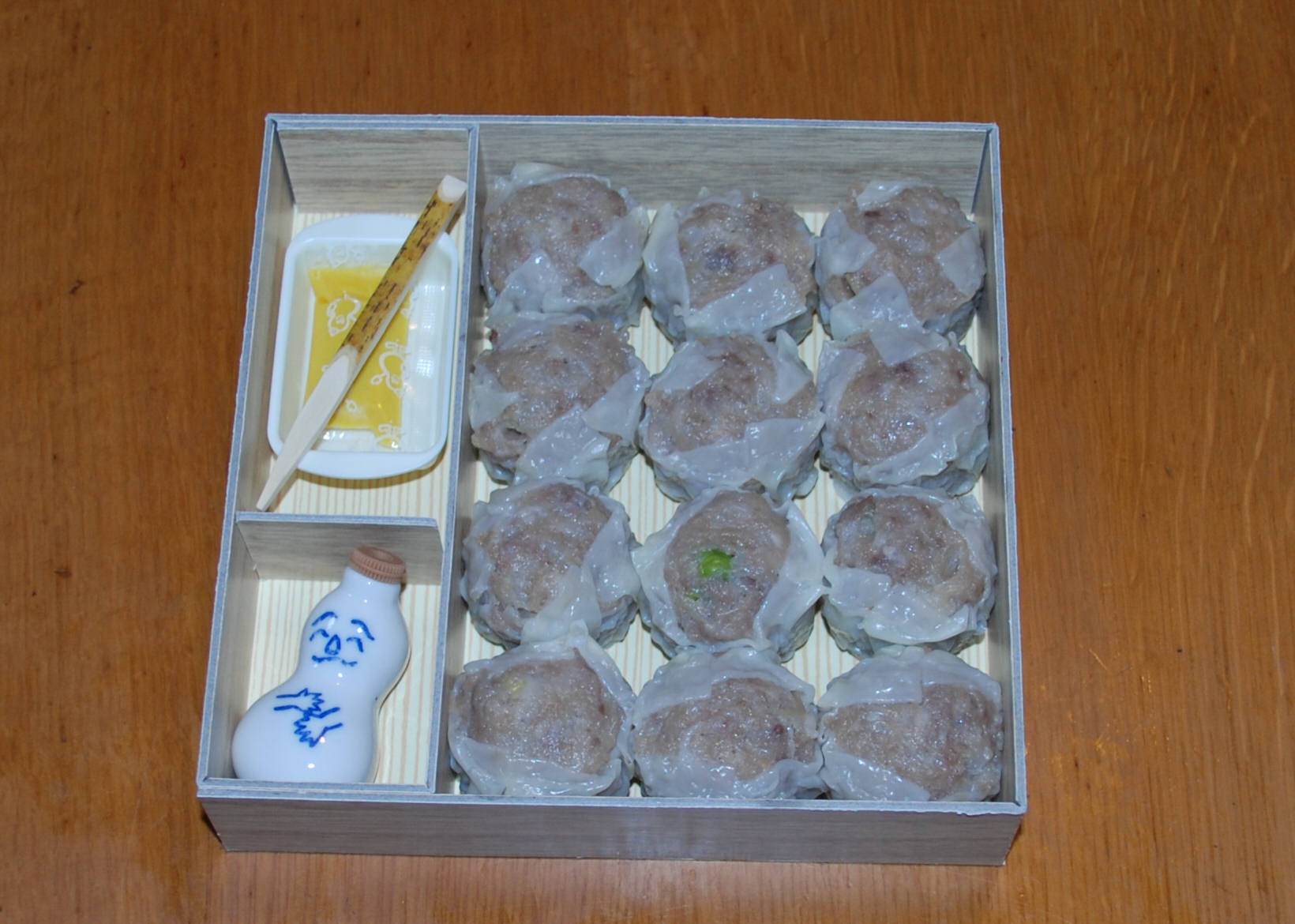
陶器製（崎陽軒の「特製シウマイ」）
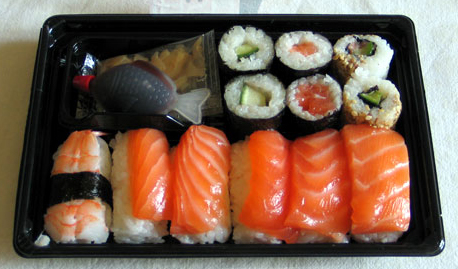
「醤油鯛」に分類されるもの（寿司）
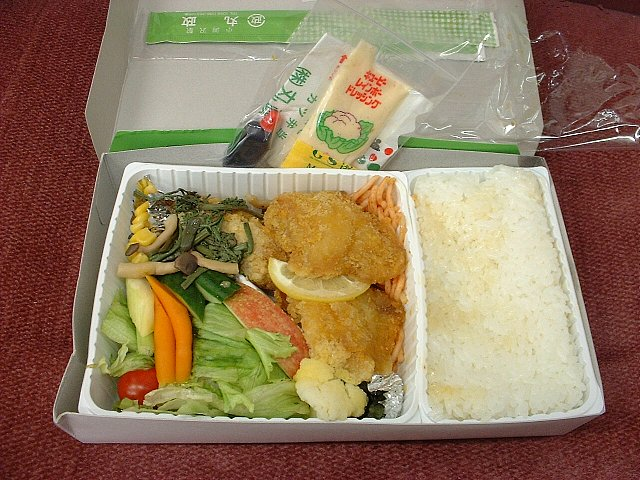
「醤油鯛」ではない形状（小淵沢駅の「高原野菜とカツの弁当」）
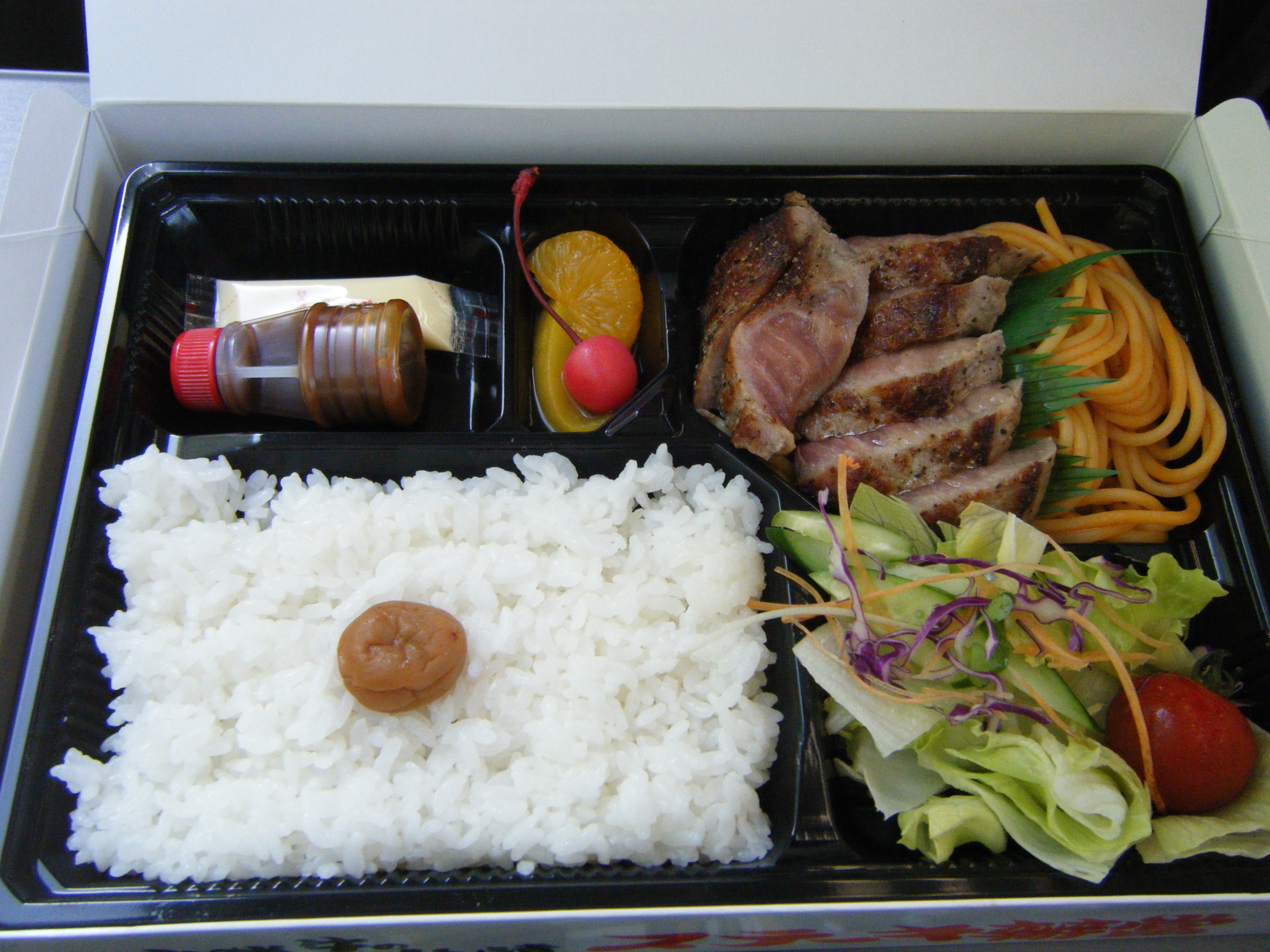
ソース入り（米倉屋の「ステーキ弁当」）
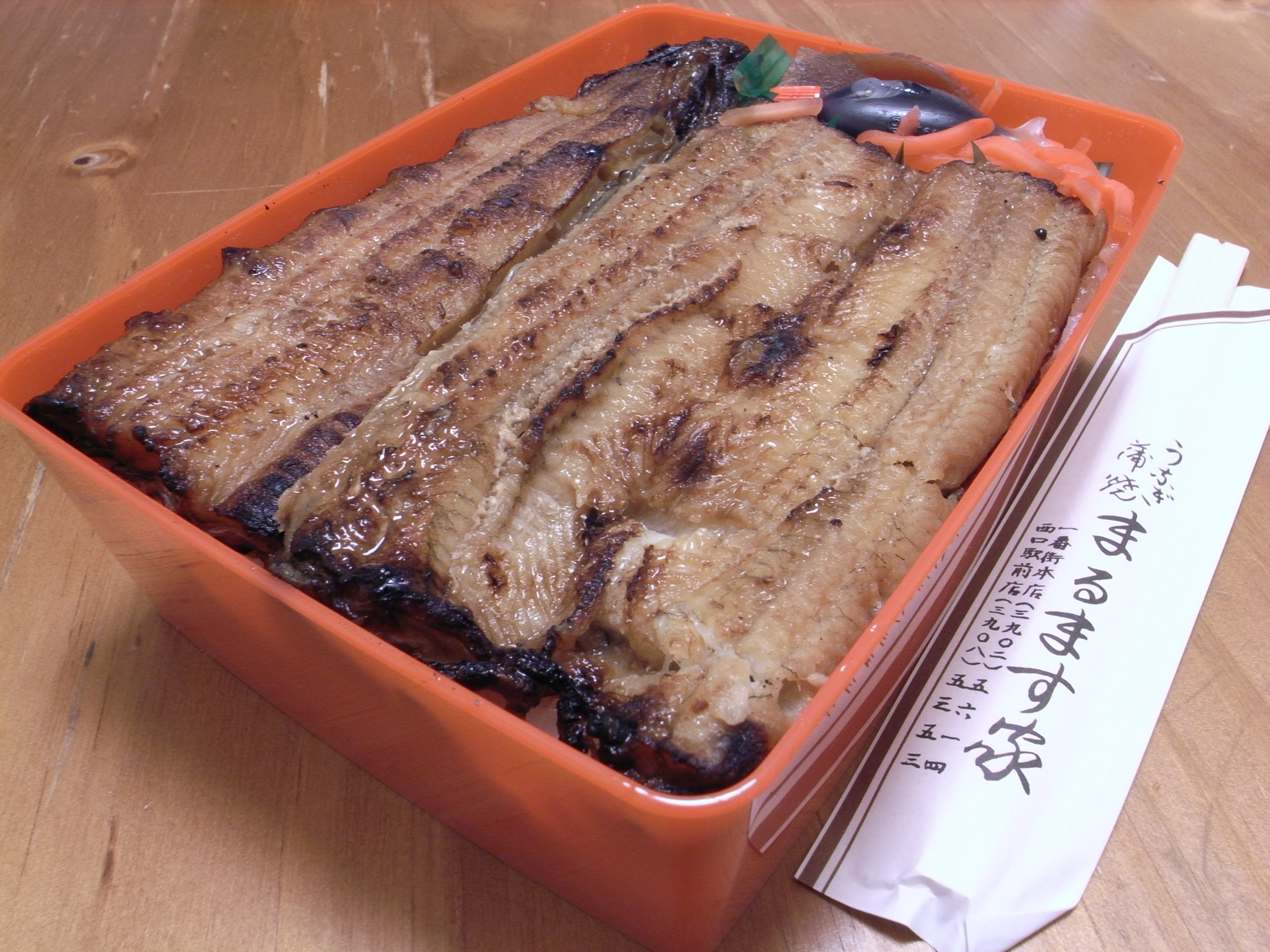
うなぎ弁当のタレ
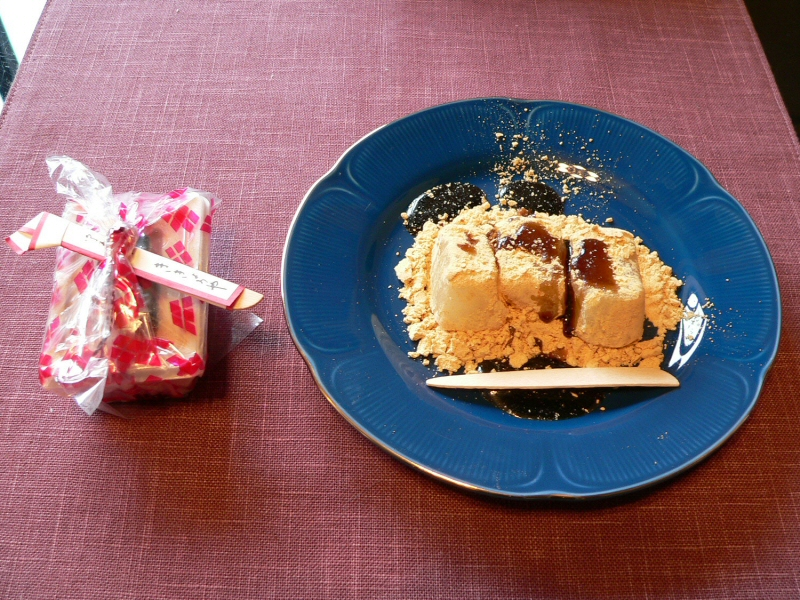
黒蜜タレ（「桔梗信玄餅」）
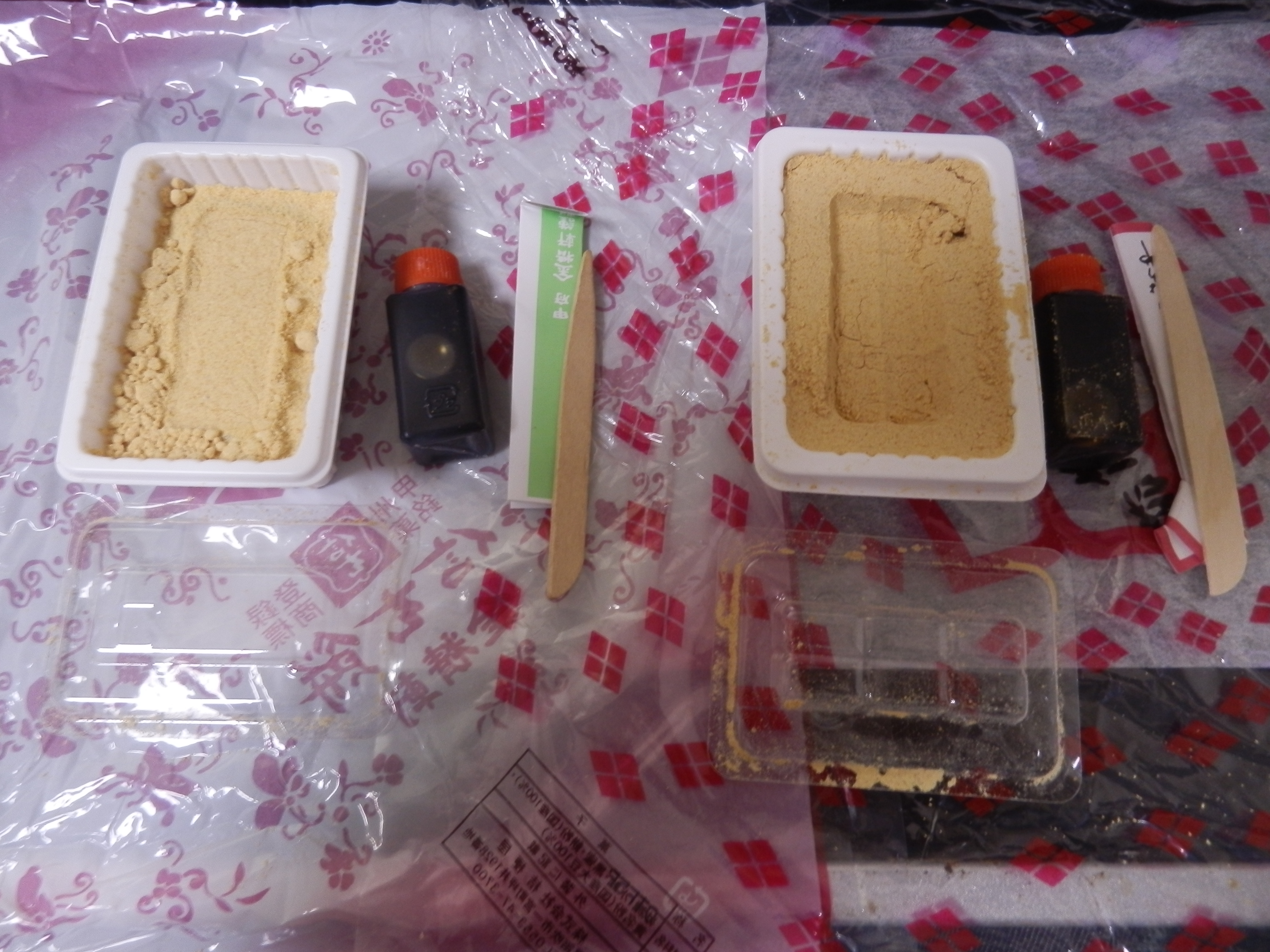
黒蜜タレ（右が「桔梗信玄餅」）